# Uzdrowisko

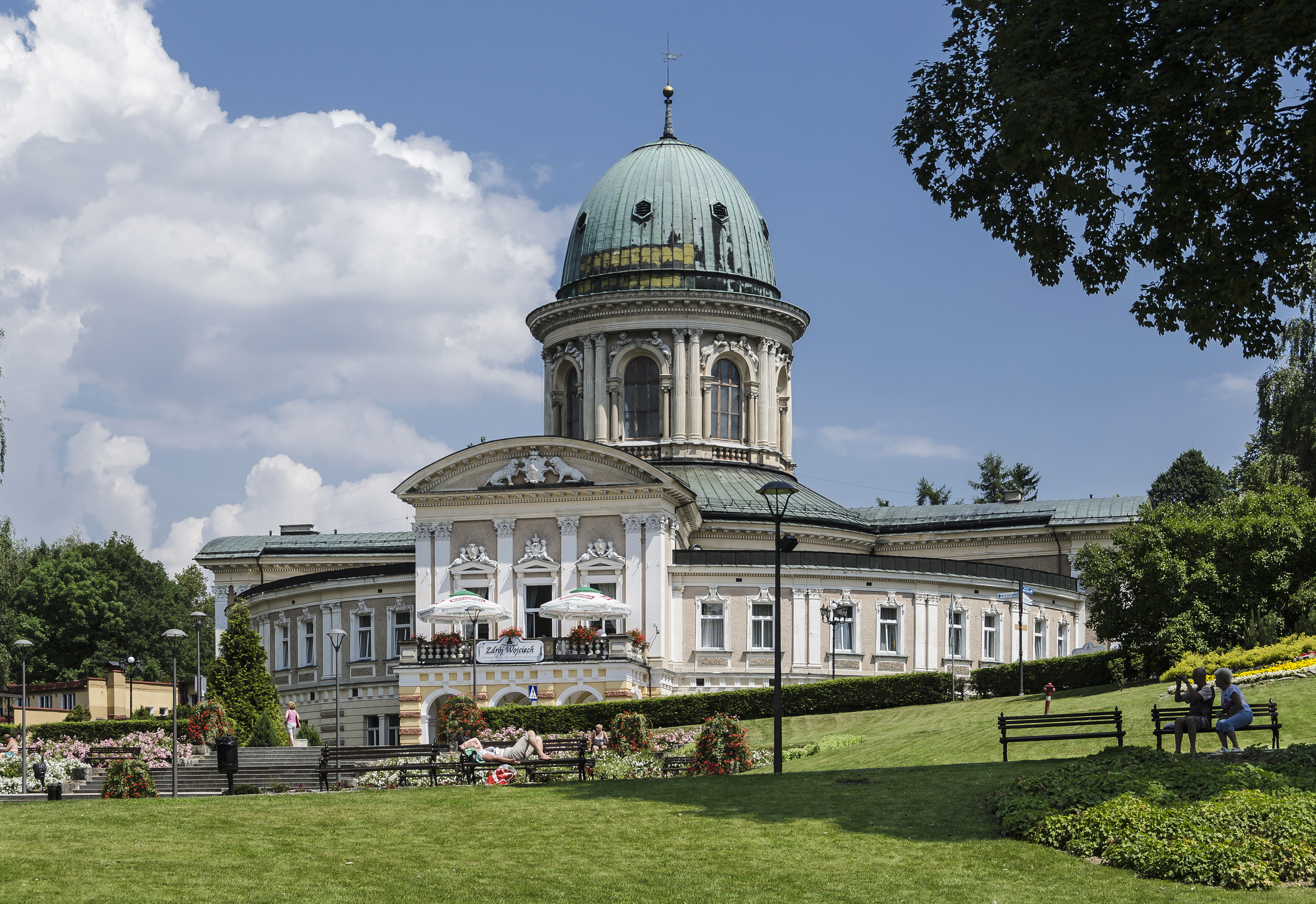
Zakład przyrodoleczniczy „Wojciech” w Lądku-Zdroju (2014)

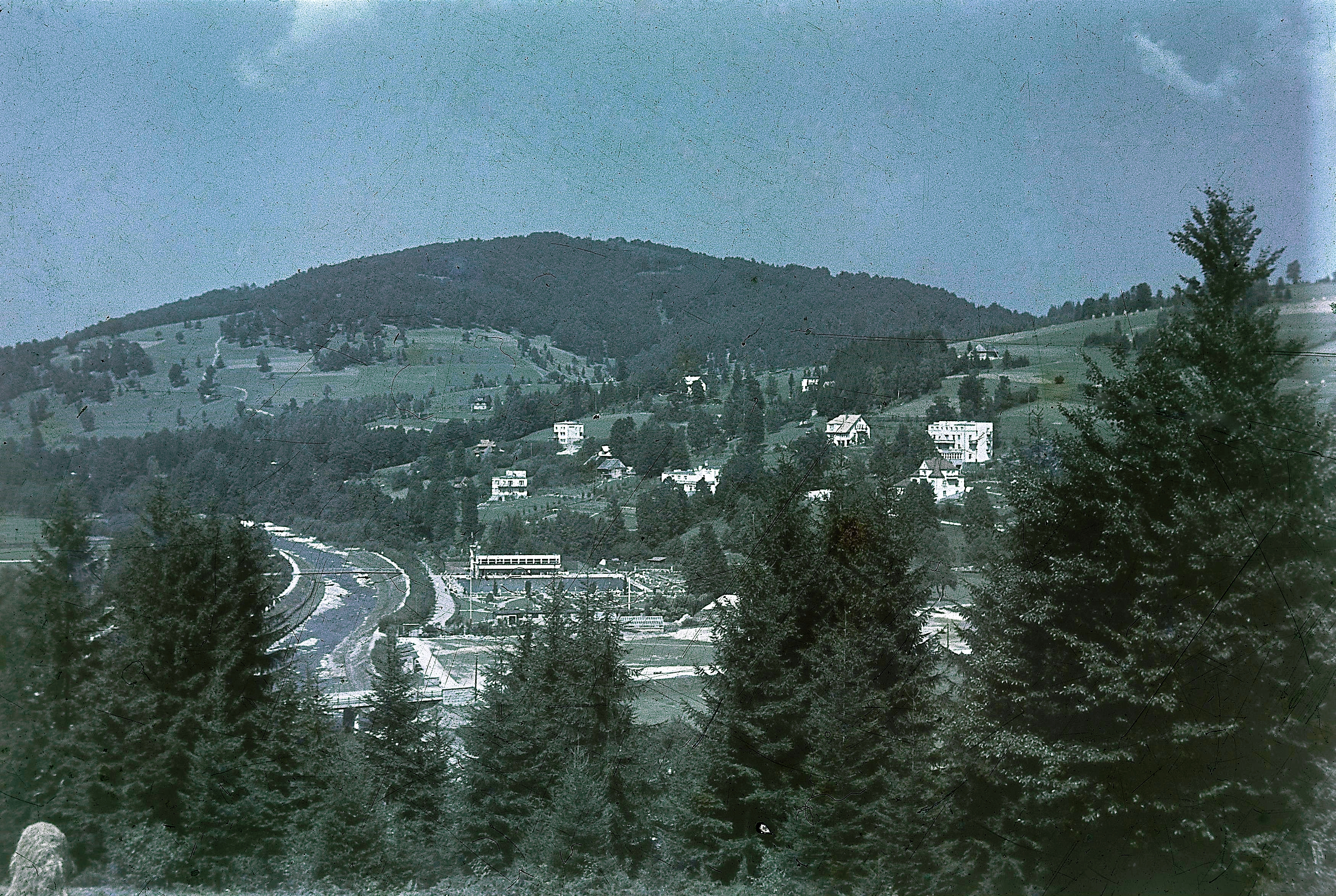
Przedwojenny polski kurort Wisła w 1939

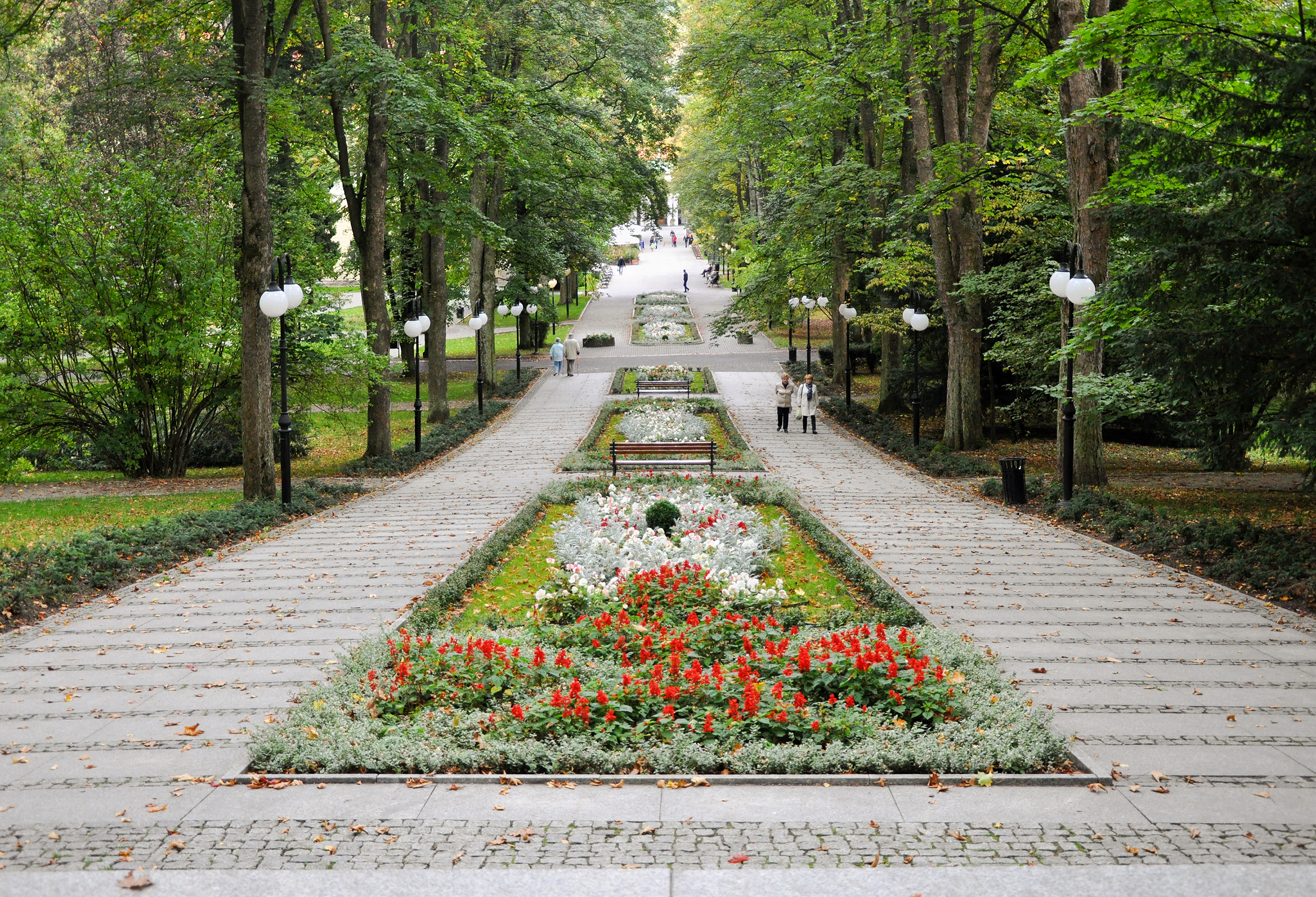
Park zdrojowy w Polanicy-Zdroju

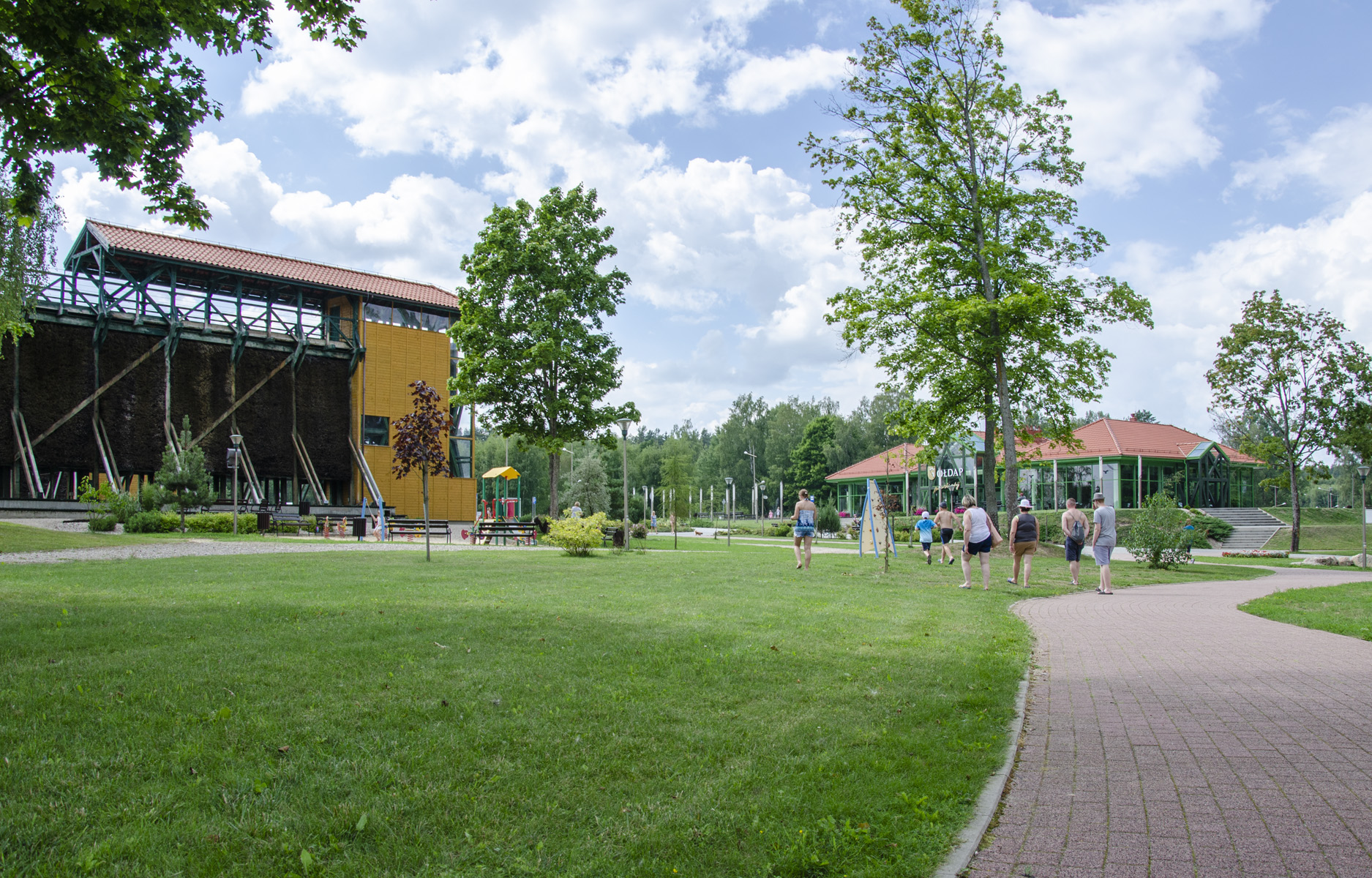
Tężnia solankowa w Gołdapi

Uzdrowisko, kurort – miejscowość dysponująca naturalnymi czynnikami leczniczymi, do których zalicza się wody mineralne oraz właściwości klimatyczne. Warunkiem koniecznym do utworzenia uzdrowiska (lub uczynienia miejscowości uzdrowiskiem) jest występowanie walorów przyrodniczych. Wody mineralne służą do kąpieli leczniczych i do kuracji pitnej, a właściwości klimatyczne stosowane są w klimatoterapii.
W Polsce termin „uzdrowisko” został zdefiniowany ustawowo jako obszar, na terenie którego prowadzone jest lecznictwo uzdrowiskowe, wydzielony w celu wykorzystania i ochrony znajdujących się na jego obszarze naturalnych surowców leczniczych. W 2025 r. w Polsce za uzdrowiska uznanych jest 47 miejscowości, a w 2010 r. w zakładach opieki stacjonarnej, tj. w szpitalach i sanatoriach uzdrowiskowych na terytorium kraju przebywało 572,9 tys. kuracjuszy stacjonarnych, z których 7,4% stanowili cudzoziemcy.
Uzdrowiska bywają nazywane kurortami (z niem. kur – kuracja, ort – miejscowość), a osoby przebywające na leczeniu w uzdrowisku – kuracjuszami.

## Wymagania prawne
Aby otrzymać status uzdrowiska w Polsce, obszar musi:
- posiadać złoża naturalnych surowców leczniczych o potwierdzonych właściwościach leczniczych,
- posiadać klimat o właściwościach leczniczych,
- mieć na swoim obszarze zakłady lecznictwa uzdrowiskowego i urządzenia lecznictwa uzdrowiskowego,
- spełniać wymagania w stosunku do środowiska, określone w przepisach o ochronie środowiska,
- posiadać infrastrukturę techniczną w zakresie gospodarki wodno-ściekowej, energetycznej, transportu zbiorowego, usuwania odpadów.

Obecnie w Polsce uzdrowiska mogą być uznane przez Radę Ministrów na wniosek ministra właściwego do spraw zdrowia.
Ustawa wprowadza również definicję obszaru ochrony uzdrowiskowej. Jest to szczególna forma ochrony obszaru, który w przyszłości może uzyskać miano uzdrowiska. Aby uzyskać status obszaru ochrony uzdrowiskowej muszą być spełnione wszystkie warunki jakie powinno spełniać uzdrowisko z wyłączeniem konieczności funkcjonowania zakładów lecznictwa uzdrowiskowego i urządzeń lecznictwa uzdrowiskowego.

## Warunki naturalne
Warunkami naturalnymi niezbędnymi do prowadzenia lecznictwa są właściwości lecznicze klimatu, walory przyrodnicze i estetyczne krajobrazu, naturalne zasoby wód mineralnych, gazów i peloidów (borowin), leczniczy wpływ morza oraz inne czynniki biofizyczne środowiska, wywierające korzystny wpływ na organizm człowieka.

## Infrastruktura

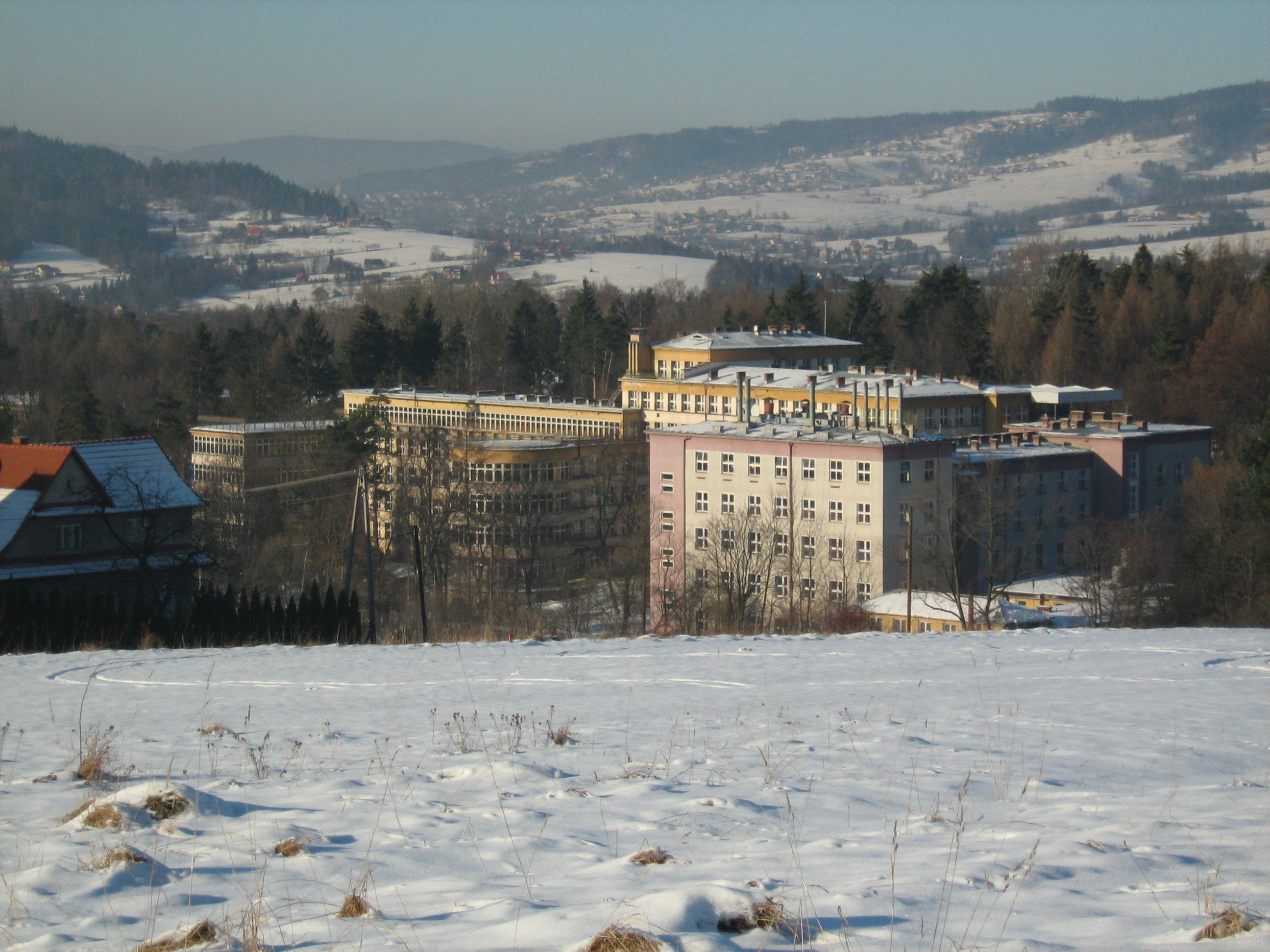
Górnośląski Ośrodek Rehabilitacyjny im. doc. A. Szebesty w Rabce-Zdroju

Aby uzdrowisko pełniło swoją funkcję w sposób właściwy, musi posiadać na swoim terenie: pijalnie wód mineralnych, kąpieliska (łazienki), inhalatornie lub park zdrojowy. W uzdrowiskach buduje się zwykle obiekty sanatoryjne oraz szpitale uzdrowiskowe. Powstaje również infrastruktura wypoczynkowa w postaci hoteli, pensjonatów, domów wypoczynkowych, obiektów kulturalnych (teatry letnie, muszle koncertowe itp.) oraz gastronomicznych.
W układzie przestrzennym miejscowości uzdrowiskowej zazwyczaj oddziela się wyraźnie część mieszkalną od części, w której zgrupowane są obiekty lecznicze. Miejscem łączącym te dwie jednostki morfologiczne uzdrowiska jest przeważnie park zdrojowy.

## Nazewnictwo
Zgodnie z polskim ustawodawstwem do nazwy miejscowości, w której granicach administracyjnych znajduje się obszar uzdrowiska, może zostać dodany odpowiednio wyraz „zdrój”, jeżeli podstawą leczenia uzdrowiskowego są wody lecznicze, bądź wyraz „cieplice” lub zwrot „uzdrowisko termalne”, jeżeli podstawą leczenia uzdrowiskowego są wody termalne. W języku potocznym te dodatki nazewnicze bywają często opuszczane.

## Klasyfikacja
Uzdrowiska dzieli się ze względu na położenie (nadmorskie, nizinne, podgórskie i górskie) oraz rodzaje wykorzystywanych czynników leczniczych (wodolecznicze, borowinowe, klimatyczne, morskie, lecznictwa podziemnego i mieszane).

## Historia
Pierwsze uregulowanie prawne w Polsce z 1922 r. uznawało za uzdrowiska:
- zdrojowiska – miejscowości posiadające cieplice lub zdroje lecznicze (źródła, studnie lub otwory wiertnicze o wodzie zawierającej mineralne, gazowe lub inne składniki, względnie wykazującej specjalne działania o własnościach i zastosowaniu leczniczym)
- stacje klimatyczne
- kąpieliska morskie.

Był to dość szeroki zbiór obszarów i miejscowości. Ustawa wprowadzała także pojęcie „uzdrowiska posiadającego charakter użyteczności publicznej”, które korzystały ze specjalnej opieki i pomocy państwa. Posiadały ponadto szczegółowe uregulowania prawne i wymagania. Uzdrowiska takie uznawała jedynie Rada Ministrów na wniosek Ministra Zdrowia Publicznego, a potem sam Minister.
Ustawa z 1966 r. ograniczała pojęcie „uzdrowiska” do miejscowości będących - w myśl dotychczasowych przepisów - „uzdrowiskami o charakterze użyteczności publicznej” oraz innych miejscowości, w których były wtedy prowadzone zakłady lecznictwa uzdrowiskowego. Minister Zdrowia i Opieki Publicznej wydał wykaz miejscowości uznanych za uzdrowiska z 1 styczniem 1967 r., gdzie widniało 36 miejscowości. Kolejne uzdrowiska były uznawane przez Radę Ministrów i Ministra Zdrowia.
Ustawa z 2005 r. uznała za uzdrowiska obszary uznane na podstawie dotychczas obowiązujących przepisów.

## Link zewnętrzny
- Stowarzyszenie Gmin Uzdrowiskowych RP